# MCA Airlines
MCA Airlines fue una aerolínea regular con base en Estocolmo, Suecia. Declaró la bancarrota el 11 de noviembre de 2009.
En 2009, MCA Airlines fue adquirida por Air Express Sweden.

## Destinos
MCA Airlines opera los siguientes servicios (en septiembre de 2009):
- Chipre
  - Lárnaca (Aeropuerto Internacional de Lárnaca)

- Grecia
  - Atenas (Aeropuerto Internacional de Atenas) [estacional]
  - Thessalonika (Aeropuerto Internacional de Thessalonika "Macedonia") [estacional]

- Irak
  - Basora (Aeropuerto Internacional de Basora)
  - Erbil (Aeropuerto Internacional de Erbil)
  - Suleimaniya (Aeropuerto Internacional de Suleimaniya)

- Líbano
  - Beirut (Aeropuerto Internacional de Beirut Rafic Hariri)

- Países Bajos
  - Ámsterdam (Aeropuerto de Ámsterdam Schiphol)

- Noruega
  - Oslo (Aeropuerto de Oslo Gardermoen)

- Serbia
  - Niš (Aeropuerto Constantino el Grande de Niš)

- Suecia
  - Gotemburgo (Aeropuerto de Gotemburgo-Landvetter)
  - Malmö (Aeropuerto de Malmö)
  - Estocolmo (Aeropuerto de Estocolmo-Arlanda)

## Flota
La flota de MCA Airlines incluye las siguientes aeronaves (en junio de 2009):
- 1 Fokker 100
- 1 Airbus A320-200 (operado por Smartlynx Airlines)
- 2 Saab 2000